# Fibroma
Fibroma é um tipo de tumor benigno do tecido conjuntivo fibroso. Pode ser considerado uma hiperplasia reacional do tecido conjuntivo em resposta a traumas e irritação.

## Características clínicas
Geralmente são nodulares, com consistência firme, assintomáticos, coloração semelhante à da mucosa, base séssil, superfície lisa, e com até 2 cm de diâmetro. 
- - Localização mais comum: Mucosa jugal, ao longo da linha de oclusão, língua e mucosa labial.

## Características histopatológicas
- Massa nodular de tecido conjuntivo fibroso coberto por epitélio escamoso estratificado.

## Tratamento
- Excisão cirúrgica conservadora. Recorrência rara.